# Spaghettitang

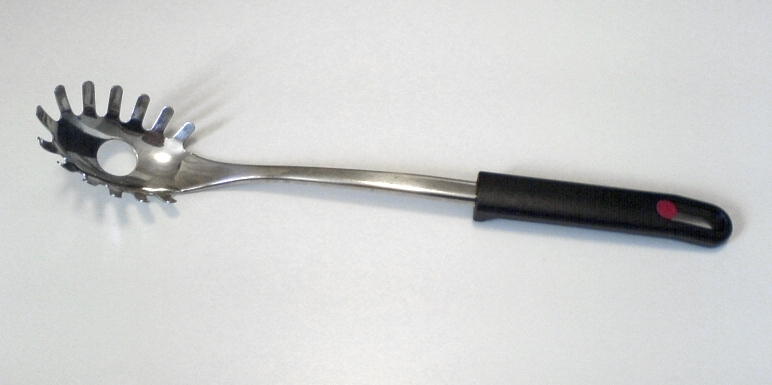
Spaghettilepel

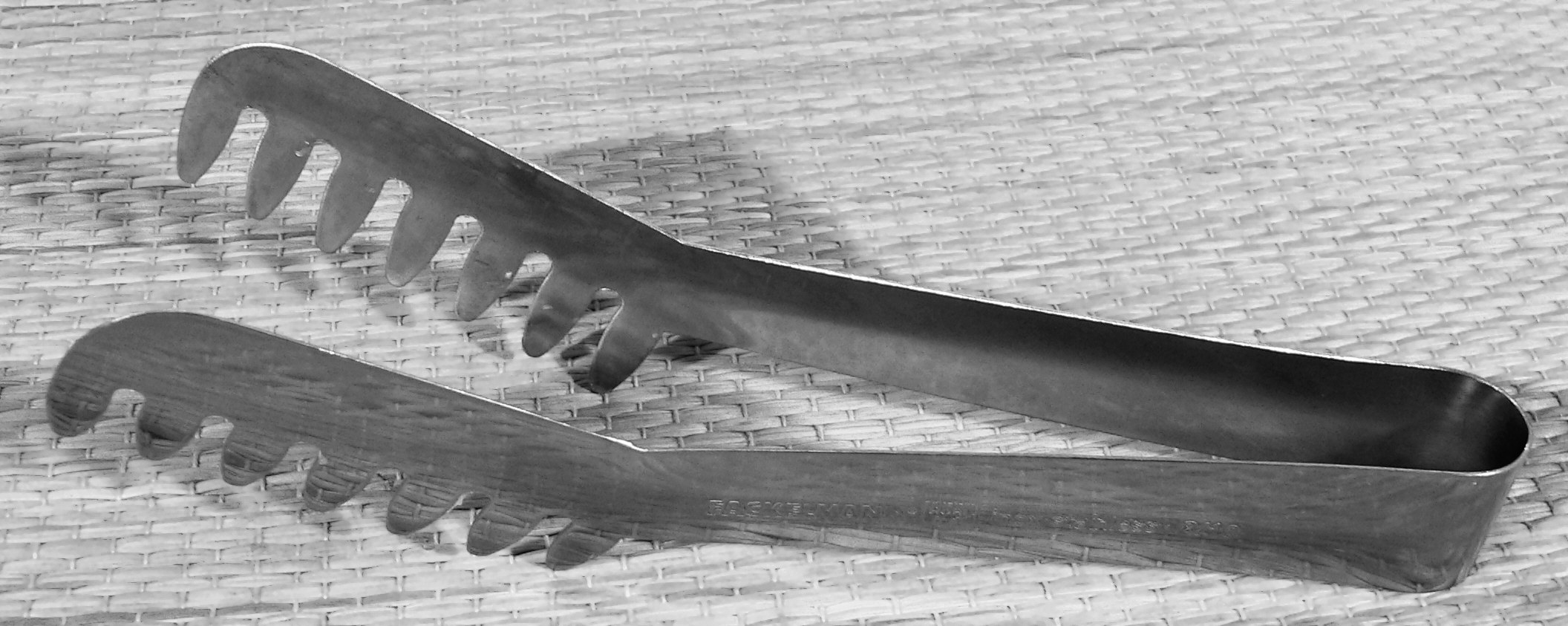
Spaghettitang

Een spaghettitang (of spaghettilepel en pastatang) is een onderdeel van het keukengerei in een huishouden en wordt gebruikt om slierten spaghetti mee op te scheppen. Ook kan de tang gebruikt worden voor het opscheppen van soortgelijke Italiaanse gerechten, zoals tagliatelle en fusilli of voor sperziebonen. Een verschil tussen de tang en de lepel is dat de slierten bij een lepel niet gekwetst worden. Een ander voordeel van de lepel is het gat in het midden waarmee een portie spaghetti voor één persoon afgemeten kan worden.